# 牧甘インターチェンジ
牧甘インターチェンジ（モッカムインターチェンジ）は大韓民国京畿道始興市にある西海岸高速道路と第三京仁高速化道路のインターチェンジ。近くにある東始興ジャンクションを経由して平沢-坡州高速道路に進入することができる。

## 接続する路線

### 仁川方面
- 第三京仁高速化道路

### 木浦・ソウル方面
- 西海岸高速道路（34番）

## 隣
西海岸高速道路
(33) 鳥南JCT - 牧甘SA - (34) 牧甘IC - (35) 光明駅IC
第三京仁高速化道路
(4) 東始興JCT - 牧甘IC